# Hydroxylgroep

Hydroxylgroep

Een hydroxylgroep is in de organische chemie een functionele groep bestaande uit een zuurstof- en een waterstofatoom, dat via het zuurstofatoom aan de rest van een molecuul vastzit. Andere benamingen zijn -OH-groep of alcoholgroep. De naam van de groep is een samentrekking van hydrogenium (waterstof) en oxygenium (zuurstof), met de uitgang -yl. Deze uitgang geeft aan dat er nog een binding vrij is.
Als de hydroxylgroep gebonden is aan een verzadigd koolstofatoom is er sprake van een alcohol. Is de hydroxylgroep gebonden aan een carbonylgroep, dan heeft men een carbonzuur. Arylalcoholen (bijvoorbeeld fenol en 1-naftol) zijn stoffen waarin de hydroxylfunctie rechtstreeks aan een aromatische ring gebonden is.
Een hydroxylgroep is sterk polair en kan een sterke waterstofbrug doneren, en er één of twee accepteren.
De hydroxylgroep vormt de basisbouwsteen van koolhydraat-moleculen.
Een hydroxylgroep wordt aangegeven met het voorvoegsel hydroxy-, of met het achtervoegsel -ol.
Een anorganische stof met een hydroxylgroep heet een hydroxide. Een in water oplosbaar hydroxide, zoals natriumhydroxide, vormt bij oplossen het OH− anion, een base.